# 宝塚fly me to the moon
「宝塚fly me to the moon（たからづか ふらい みー とぅ ざ むーん）」は宝塚市のコミュニティFM放送局「エフエム宝塚」で制作、放送されているラジオ番組。

## 概要
放送開始は2002年。当初は様々なパーソナリティが週替わりで番組を担当していたが2005年からは現在のスタイルとなっている。
その時々のディレクターにより、構成、スタイルに変化はあったものの、男性二人、女性一人のパーソナリティによるバラエティ番組というスタイルは変わっていない。

## パーソナリティ

### Yatch(ヤッチ)
- 年齢

不詳
- 好きな食べ物

肉、麺類三角食べができない。カニすき、てっちり、牡丹鍋
- 好きな音楽(ジャンル、アーティスト)

ブラックコンテンポラリー、SMOOTH JAZZ、ボサノバ、ブラスロック
- 職業

周囲は「物書き」ではないかと言っているので勝手に思っておいていただくことにする。
- 性格

比較的感情をあらわにし、嗜好や行動パターンも偏執的。好き嫌いがはっきりしており、情にはめっぽうほだされやすい。悪戯(サプライズ)好き。結論を急ぐ。
- 趣味

はしご酒、料理の写真撮影、特撮
- 資産

月に1エーカー(およそ4,047平方メートル)の土地を所有。

### Gotch(ゴッチ)
- 年齢

不詳(自称3万歳)
- 好きな食べ物

白菜、カレー、栗
- 好きな音楽(ジャンル、アーティスト)

四畳半フォーク
- 職業

番組の中で幾度か音楽関係者であることを匂わせる発言があったが実際のところは不明。本人は四畳半のアパートで一日中眠っていると言っている。
- 性格

時々こだわりすぎて依怙地になることもあるが、おおむね穏やか。誰とでも気さくに付き合え、過去にはリスナーから“おとぼけごっち”の愛称で親しまれた永遠の癒し系キャラ。
- 趣味

釣り、旅行(気ままなツーリング)、道具蒐集、リスナーからのメールやFAXが至上の歓び。

### Airi(アイリ)
- 名前の由来

本名のファーストネーム ( 浜本愛里 )
- 年齢

(当然)不詳
- 好きな食べ物

たこ焼き、アイスクリーム、天ぷら、カレー、甘栗、アーモンド。最近牡蠣に目覚めた。満腹でも食べることができる。
- 血液型

A
- 好きな音楽(ジャンル、アーティスト)

トランス
- 職業

タレント、ヨガインストラクター
- 性格

素直で朗らか。正直。空気を読む早さ、回転の速さに優れている。押しに弱い。怒ると黙る。「約束された未来」を求めている。
- 趣味

食べること、ライブ観賞
- ブログ 「愛すく里ーむ」はこちら
- ブログ 「airiのWebたまコーナー」はこちら

## 歴代女性パーソナリティ
- 姿 美保子[7]　(2002年4月4日～2005年3月4日)
- Masha[8]　(2002年4月11日～2006年9月28日)
- 長畑久美子　(2002年4月26日～2005年3月25日)
- 岸田久美子[9]　(2002年5月30日～2005年1月27日)
- Sirla (サーラ)[10]　(2006年10月5日～2008年3月27日)
- Sion (シオン)[11]　(2008年4月3日～2009年10月1日)
- 愛里 (アイリ)[12]　(2009年10月8日～2011年3月31日)
- Mya (マヤ)[13]　(2011年4月5日～2012年3月29日)
- あづあづ (アヅアヅ)[14]　(2012年4月5日～2013年6月28日)
- Canaan (カナン)[15]　(2013年7月5日～2014年3月28日)
- アラユミ[16]　(2014年4月4日～2018年3月29日)
- エイコさん[17] (2018年4月5日～2019年3月28日)
- アラユミ(第2期)[16] (2019年4月4日～2020年9月24日)
- 愛里 (アイリ)(第2期)[12]　(2020年10月1日～)
- 難波みちか　(2024年10月17日～)

## 番組名の表記
宝塚の塚は宝塚市が正式文字として統一使用している旧字体に準じている。また、「宝塚」の塚と「fly me to the moon」のfとの字間は詰め打ちとし、fはセカンドインプレッション以外は小文字としている。デザインロゴでfを強調しているのは宝塚の街が持つフェミニンなイメージと月へ飛ぶイメージを託している。

## テーマ曲
- オープニング　Fly me to the moon / Julie London
- エンディング　Fly me to the moon / 小林 桂

企画段階ではオープニング曲は現在エンディングで使用されている小林 桂バージョンが候補となっていたが、20時の番組としてはしっとりしすぎているとの意見から現在のJulie Londonバージョンがオープニングテーマとなった。小林 桂バージョンの選曲はYatchであるがJulie Londonバージョンの選曲者は不明。